# 圣彼得堡国立建筑大学
圣彼得堡国立建筑和土木工程大学(SPSUACE) (俄语：Санкт-Петербургский государственный архитектурно-строительный университет (СПбГАСУ) )是 俄罗斯 联邦的国有 高等教育机构，位于 圣彼得堡，是俄罗斯最古老的建筑大学。

## 历史
SPSUACE是俄罗斯最古老的建筑类高等教育机构。 它作为土木工程研究所的历史可以追溯到1832年，依据 皇尼古拉斯一世的法令而建立。之后校名频繁更迭。 该大学现名给予于1993年6月21日。
SPSUACE大学存在的179年期间提供了一个出色的专业教育环境：超过60 000个建筑师和工程师，其中包括来自50多个国家的专业人士。 该大学毕业生对圣彼得堡和其他世界的城市的外貌做出许多贡献。 由于如此杰出的专家（建筑师们和设计者），如 D.I.Grimm,G.D.Grimm, V.A.Schröter, V.V.艾瓦尔德,N.V.*苏尔坦诺夫, P.余。Suser, A.I.Gogen，A.I.德米特里耶夫,I.S.Kitner，G.P.Perederiy,K.V.Makovskiy，G.M.Maniser（仅提名少数），以及高级讲师和教授M.V.Ostrogradskiy,V.V.Ckobeltzin,H.E.伦茨, N.A.Belieliubskiy,N.A.Boguslavskiy,F.S.Yasinskiy,V.A.Gastev,C.N.Numerov,N.你。Panarin,P.I.Bozhenov,B.I.达尔马托夫市, L.М. Khidekel,S.M.希夫林,N.F.Fiedorov等等，大学的学术团队名声在外。
在第二次世界大战后，SPSUACE大学毕业生参加了被敌人破坏的城市和工业场所的重建工作。20世纪下半叶是建筑史上的重要时期。期间，专业知识与专门知识、经验与传统得以积累，高水平建筑与结构领域的专家要求开始解决在建筑、城市规划和新型社交环境的实际问题，同时遵守美学、功能和安全这三大原则。被称为"改革"(1990年)的经济困难时期较为无痛地度过，这需要感谢来自当时校长Ju.P.Panibratov带领的核心工作人员和大学管理者的无私奉献和辛勤努力。进入21世纪，SPSUACE持续进步：新院系成立，以及计算机课程、科学中心、与其他的世界领先大学和科研机构的合作协定为SPSUACE随时转变提供良好准备。从21世纪初，SPSUACE拥有超过1000位高水平的专业人员。

SPSUACE毕业生有曾为总体城市规划发起人 (V.A.Kamenskiy, A.I. Naumov)，泽兰西圣彼得堡体育场（the Kirov Stadium ）设计师(A.S.Nikolskiy)

## 院系
- 建筑设计
- 土木工程
- 市政环境工程
- 机动车与道路建设
- 经济与管理
- 建筑与交通类法规及法医鉴定

## 著名校友
- Zivar bey Ahmadbeyov (1902) - Azerbaijani architect, chief architect of Baku (1918-1922)
- Gavriil Baranovsky (1882) - Russian architect, civil engineer, art historian, and publisher
- Gennady Buldakov (1951) - Soviet architect, academician of architecture, chief architect of Leningrad (1971-1986)
- Józef Gosławski (1891) - Polish architect
- Eduard Gurwits (1971) - Ukrainian politician, the mayor of Odessa
- Andrey Dostoyevsky (1848) - Russian architect, memoirist, brother of writer Fyodor Dostoyevsky
- Mikhail Eisenstein (1893) - Riga architect, father of director Sergei Eisenstein
- Lidia Klement (1960) - singer
- Evgeny Kliachkin (1957) - Russian and Israeli poet, singer, entertainer
- Fyodor Livchak (1904) - Russian architect
- Wacław Michniewicz (1893) - Polish and Lithuanian architect
- Yevgeny Nesterenko (1961) - opera singer (bass)
- Marian Peretyatkovich (1901) - Russian architect
- Sergei Polonsky (1972) - Russian architect, builder and developer
- Volodymyr Sichynskyi (1917) - Ukrainian architect, graphic artist and art critic